# Källna socken
Källna socken i Skåne ingick i Norra Åsbo härad och är sedan 1974 en del av Klippans kommun, från 2016 inom Östra Ljungby distrikt.
Socknens areal är 11,68 kvadratkilometer varav 11,52 land. År 1949 fanns här 464 invånare. Orten Källna samt sockenkyrkan Källna kyrka ligger i socknen.

## Administrativ historik
Socknen har medeltida ursprung. 
Vid kommunreformen 1862 övergick socknens ansvar för de kyrkliga frågorna till Källna församling och för de borgerliga frågorna bildades Källna landskommun. Landskommunen uppgick 1952 i Östra Ljungby landskommun som upplöstes 1974 då denna del uppgick i Klippans kommun. Församlingen uppgick 1977 i Östra Ljungby församling.
1 januari 2016 inrättades distriktet Östra Ljungby, med samma omfattning som Östra Ljungby församling hade 1999/2000 och fick 1977, och vari detta sockenområde ingår.
Socknen har tillhört län, fögderier, tingslag och domsagor enligt vad som beskrivs i artikeln Norra Åsbo härad. De indelta soldaterna tillhörde Norra skånska infanteriregementet, Norra Åsbo kompani och Skånska husarregementet.

## Geografi
Källna socken ligger sydost om Ängelholm med Rönne å i väster. Socknen är en odlad slättbygd.

## Fornlämningar
Gravhögar är funna.

## Namnet
Namnet skrevs 1458 Kylnä och kommer från en äldre kyrkby. Namnet innehåller källa syftande på en offerkälla vid platsen..